# Schwimmer des Jahres
Der Titel Schwimmer des Jahres (engl. Swimming World Swimmers of the Year) wird von der amerikanischen Zeitschrift Swimming World vergeben. Neben dem Weltschwimmer des Jahres gibt es auch Titel für den besten amerikanischen, europäischen, afrikanischen, pazifischen oder behinderten Schwimmer. Außerdem werden die Freiwasserschwimmer, Synchronschwimmer, Wasserballspieler und Wasserspringer des Jahres ausgezeichnet.

## Weltschwimmer des Jahres
| Jahr | weiblich                                      | Nationalität                                       | männlich                                      | Nationalität                                  |
| ---- | --------------------------------------------- | -------------------------------------------------- | --------------------------------------------- | --------------------------------------------- |
| 1964 | N/A                                           |                                                    | Don Schollander                               | Vereinigte Staaten                            |
| 1965 | Martha Randall                                | Vereinigte Staaten                                 | Dick Roth                                     | Vereinigte Staaten                            |
| 1966 | Claudia Kolb                                  | Vereinigte Staaten                                 | Mike Burton                                   | Vereinigte Staaten                            |
| 1967 | Debbie Meyer                                  | Vereinigte Staaten                                 | Mark Spitz                                    | Vereinigte Staaten                            |
| 1968 | Debbie Meyer                                  | Vereinigte Staaten                                 | Charles Hickcox                               | Vereinigte Staaten                            |
| 1969 | Debbie Meyer                                  | Vereinigte Staaten                                 | Gary Hall senior                              | Vereinigte Staaten                            |
| 1970 | Alice Jones                                   | Vereinigte Staaten                                 | Gary Hall senior                              | Vereinigte Staaten                            |
| 1971 | Shane Gould                                   | Australien                                         | Mark Spitz                                    | Vereinigte Staaten                            |
| 1972 | Shane Gould                                   | Australien                                         | Mark Spitz                                    | Vereinigte Staaten                            |
| 1973 | Kornelia Ender* Novella Calligaris**          | Deutsche Demokratische Republik Italien            | Rick DeMont                                   | Vereinigte Staaten                            |
| 1974 | Ulrike Tauber* Shirley Babashoff**            | Deutsche Demokratische Republik Vereinigte Staaten | Tim Shaw                                      | Vereinigte Staaten                            |
| 1975 | Kornelia Ender* Shirley Babashoff**           | Deutsche Demokratische Republik Vereinigte Staaten | Tim Shaw                                      | Vereinigte Staaten                            |
| 1976 | Kornelia Ender* Shirley Babashoff**           | Deutsche Demokratische Republik Vereinigte Staaten | John Naber                                    | Vereinigte Staaten                            |
| 1977 | Ulrike Tauber* Wendy Boglioli**               | Deutsche Demokratische Republik Vereinigte Staaten | Brian Goodell                                 | Vereinigte Staaten                            |
| 1978 | Tracy Caulkins                                | Vereinigte Staaten                                 | Jesse Vassallo                                | Vereinigte Staaten                            |
| 1979 | Cynthia Woodhead                              | Vereinigte Staaten                                 | Wladimir Salnikow                             | Sowjetunion                                   |
| 1980 | Petra Schneider* Tracy Caulkins**             | Deutsche Demokratische Republik Vereinigte Staaten | Ambrose Gaines                                | Vereinigte Staaten                            |
| 1981 | Mary T. Meagher                               | Vereinigte Staaten                                 | Alex Baumann                                  | Kanada                                        |
| 1982 | Petra Schneider* Tracy Caulkins**             | Deutsche Demokratische Republik Vereinigte Staaten | Wladimir Salnikow                             | Sowjetunion                                   |
| 1983 | Ute Geweniger* Tiffany Cohen**                | Deutsche Demokratische Republik Vereinigte Staaten | Richard Carey                                 | Vereinigte Staaten                            |
| 1984 | Kristin Otto* Tiffany Cohen**                 | Deutsche Demokratische Republik Vereinigte Staaten | Alex Baumann                                  | Kanada                                        |
| 1985 | Mary T. Meagher                               | Vereinigte Staaten                                 | Michael Groß                                  | BR Deutschland                                |
| 1986 | Kristin Otto* Mary T. Meagher**               | Deutsche Demokratische Republik Vereinigte Staaten | Matt Biondi                                   | Vereinigte Staaten                            |
| 1987 | Janet Evans                                   | Vereinigte Staaten                                 | Tamás Darnyi                                  | Ungarn                                        |
| 1988 | Kristin Otto* Janet Evans**                   | Deutsche Demokratische Republik Vereinigte Staaten | Matt Biondi                                   | Vereinigte Staaten                            |
| 1989 | Janet Evans                                   | Vereinigte Staaten                                 | Michael Barrowman                             | Vereinigte Staaten                            |
| 1990 | Janet Evans                                   | Vereinigte Staaten                                 | Michael Barrowman                             | Vereinigte Staaten                            |
| 1991 | Krisztina Egerszegi                           | Ungarn                                             | Tamás Darnyi                                  | Ungarn                                        |
| 1992 | Krisztina Egerszegi                           | Ungarn                                             | Jewgeni Sadowy                                | Russland                                      |
| 1993 | Franziska van Almsick                         | Deutschland                                        | Károly Güttler                                | Ungarn                                        |
| 1994 | Samantha Riley                                | Australien                                         | Kieren Perkins                                | Australien                                    |
| 1995 | Krisztina Egerszegi                           | Ungarn                                             | Denis Pankratow                               | Russland                                      |
| 1996 | Penelope Heyns                                | Südafrika                                          | Denis Pankratow                               | Russland                                      |
| 1997 | Claudia Poll                                  | Costa Rica                                         | Michael Klim                                  | Australien                                    |
| 1998 | Jenny Thompson                                | Vereinigte Staaten                                 | Ian Thorpe                                    | Australien                                    |
| 1999 | Penelope Heyns                                | Südafrika                                          | Ian Thorpe                                    | Australien                                    |
| 2000 | Inge de Bruijn                                | Niederlande                                        | Pieter van den Hoogenband                     | Niederlande                                   |
| 2001 | Inge de Bruijn                                | Niederlande                                        | Ian Thorpe                                    | Australien                                    |
| 2002 | Natalie Coughlin                              | Vereinigte Staaten                                 | Ian Thorpe                                    | Australien                                    |
| 2003 | Hannah Stockbauer                             | Deutschland                                        | Michael Phelps                                | Vereinigte Staaten                            |
| 2004 | Jana Klotschkowa                              | Ukraine                                            | Michael Phelps                                | Vereinigte Staaten                            |
| 2005 | Leisel Jones                                  | Australien                                         | Grant Hackett                                 | Australien                                    |
| 2006 | Leisel Jones                                  | Australien                                         | Michael Phelps                                | Vereinigte Staaten                            |
| 2007 | Laure Manaudou                                | Frankreich                                         | Michael Phelps                                | Vereinigte Staaten                            |
| 2008 | Stephanie Rice                                | Australien                                         | Michael Phelps                                | Vereinigte Staaten                            |
| 2009 | Federica Pellegrini                           | Italien                                            | Michael Phelps                                | Vereinigte Staaten                            |
| 2010 | Rebecca Soni                                  | Vereinigte Staaten                                 | Ryan Lochte                                   | Vereinigte Staaten                            |
| 2011 | Rebecca Soni                                  | Vereinigte Staaten                                 | Ryan Lochte                                   | Vereinigte Staaten                            |
| 2012 | Missy Franklin                                | Vereinigte Staaten                                 | Michael Phelps                                | Vereinigte Staaten                            |
| 2013 | Katie Ledecky                                 | Vereinigte Staaten                                 | Sun Yang                                      | Volksrepublik China                           |
| 2014 | Katie Ledecky                                 | Vereinigte Staaten                                 | Kōsuke Hagino                                 | Japan                                         |
| 2015 | Katie Ledecky                                 | Vereinigte Staaten                                 | Adam Peaty                                    | Vereinigtes Königreich                        |
| 2016 | Katie Ledecky                                 | Vereinigte Staaten                                 | Michael Phelps                                | Vereinigte Staaten                            |
| 2017 | Sarah Sjöström                                | Schweden                                           | Caeleb Dressel                                | Vereinigte Staaten                            |
| 2018 | Katie Ledecky                                 | Vereinigte Staaten                                 | Adam Peaty                                    | Vereinigtes Königreich                        |
| 2019 | Regan Smith                                   | Vereinigte Staaten                                 | Caeleb Dressel                                | Vereinigte Staaten                            |
| 2020 | Aufgrund der COVID-19-Pandemie nicht vergeben | Aufgrund der COVID-19-Pandemie nicht vergeben      | Aufgrund der COVID-19-Pandemie nicht vergeben | Aufgrund der COVID-19-Pandemie nicht vergeben |
| 2021 | Emma McKeon                                   | Australien                                         | Caeleb Dressel                                | Vereinigte Staaten                            |
| 2022 | Ariarne Titmus                                | Australien                                         | David Popovici                                | Rumänien                                      |
| 2023 | Kaylee McKeown                                | Australien                                         | Léon Marchand                                 | Frankreich                                    |

* Alle Schwimmerinnen der DDR wurden 2013 wegen Dopings aus der Liste gestrichen.

** Nachträglich neu vergebene Auszeichnung.

## US-amerikanischer Schwimmer des Jahres
| Jahr | weiblich                                      | männlich                                                                          |
| ---- | --------------------------------------------- | --------------------------------------------------------------------------------- |
| 1980 | Tracy Caulkins                                | Michael Bruner                                                                    |
| 1981 | Tracy Caulkins                                | Craig Beardsley                                                                   |
| 1982 | Tracy Caulkins                                | Steve Lundquist                                                                   |
| 1983 | Tiffany Cohen                                 | Richard Carey                                                                     |
| 1984 | Tracy Caulkins                                | Pablo Morales                                                                     |
| 1985 | Mary T. Meagher                               | Matt Biondi                                                                       |
| 1986 | Betsy Mitchell                                | Matt Biondi                                                                       |
| 1987 | Janet Evans                                   | David Wharton                                                                     |
| 1988 | Janet Evans                                   | Matt Biondi                                                                       |
| 1989 | Janet Evans                                   | Michael Barrowman                                                                 |
| 1990 | Janet Evans                                   | Michael Barrowman                                                                 |
| 1991 | Janet Evans                                   | Michael Barrowman                                                                 |
| 1992 | Summer Sanders                                | Michael Barrowman                                                                 |
| 1993 | Jenny Thompson                                | Eric Namesnik                                                                     |
| 1994 | Allison Wagner                                | Tom Dolan                                                                         |
| 1995 | Amy Van Dyken                                 | Tom Dolan                                                                         |
| 1996 | Amy Van Dyken                                 | 4 × 100-m-Lagenstaffel: Jeff Rouse, Jeremy Linn, Mark Henderson, Gary Hall junior |
| 1997 | Kristine Quance                               | Lenny Krayzelburg                                                                 |
| 1998 | Jenny Thompson                                | Lenny Krayzelburg                                                                 |
| 1999 | Jenny Thompson                                | Lenny Krayzelburg                                                                 |
| 2000 | Brooke Bennett                                | Lenny Krayzelburg                                                                 |
| 2000 | Brooke Bennett                                | Tom Dolan                                                                         |
| 2001 | Natalie Coughlin                              | Michael Phelps                                                                    |
| 2002 | Natalie Coughlin                              | Michael Phelps                                                                    |
| 2003 | Amanda Beard                                  | Michael Phelps                                                                    |
| 2004 | Amanda Beard                                  | Michael Phelps                                                                    |
| 2005 | Katie Hoff                                    | Aaron Peirsol                                                                     |
| 2006 | Katie Hoff                                    | Michael Phelps                                                                    |
| 2007 | Katie Hoff                                    | Michael Phelps                                                                    |
| 2008 | Natalie Coughlin                              | Michael Phelps                                                                    |
| 2009 | Ariana Kukors                                 | Michael Phelps                                                                    |
| 2009 | Rebecca Soni                                  | Michael Phelps                                                                    |
| 2010 | Rebecca Soni                                  | Ryan Lochte                                                                       |
| 2011 | Rebecca Soni                                  | Ryan Lochte                                                                       |
| 2012 | Missy Franklin                                | Michael Phelps                                                                    |
| 2013 | Katie Ledecky                                 | Ryan Lochte                                                                       |
| 2014 | Katie Ledecky                                 | Tyler Clary                                                                       |
| 2014 | Katie Ledecky                                 | Ryan Cochrane                                                                     |
| 2015 | Katie Ledecky                                 | Michael Phelps                                                                    |
| 2016 | Katie Ledecky                                 | Michael Phelps                                                                    |
| 2017 | Katie Ledecky                                 | Caeleb Dressel                                                                    |
| 2018 | Katie Ledecky                                 | Chase Kalisz                                                                      |
| 2019 | Regan Smith                                   | Caeleb Dressel                                                                    |
| 2020 | Aufgrund der COVID-19-Pandemie nicht vergeben | Aufgrund der COVID-19-Pandemie nicht vergeben                                     |
| 2021 | Katie Ledecky                                 | Caeleb Dressel                                                                    |
| 2022 | Katie Ledecky                                 | Robert Finke                                                                      |
| 2023 | Summer McIntosh                               | Ryan Murphy                                                                       |

## Europäischer Schwimmer des Jahres
| Jahr | weiblich                                      | Nationalität                                  | männlich                                      | Nationalität                                  |
| ---- | --------------------------------------------- | --------------------------------------------- | --------------------------------------------- | --------------------------------------------- |
| 1980 | Petra Schneider* Swetlana Warganowa**         | Deutsche Demokratische Republik Sowjetunion   | Wladimir Salnikow                             | Sowjetunion                                   |
| 1981 | Ute Geweniger* Carmen Bunaciu**               | Deutsche Demokratische Republik Rumänien      | Sándor Wladár                                 | Ungarn                                        |
| 1982 | Cornelia Sirch* Annemarie Verstappen**        | Deutsche Demokratische Republik Niederlande   | Michael Groß                                  | BR Deutschland                                |
| 1983 | Ute Geweniger* Conny van Bentum**             | Deutsche Demokratische Republik Niederlande   | Michael Groß                                  | BR Deutschland                                |
| 1984 | Kristin Otto* Larisa Belokon**                | Deutsche Demokratische Republik Sowjetunion   | Michael Groß                                  | BR Deutschland                                |
| 1985 | Silke Hörner* Tanja Dangalakowa**             | Deutsche Demokratische Republik Bulgarien     | Michael Groß                                  | BR Deutschland                                |
| 1986 | Kristin Otto* Tanja Dangalakowa**             | Deutsche Demokratische Republik Bulgarien     | Michael Groß                                  | BR Deutschland                                |
| 1987 | Silke Hörner* Noemi Lung**                    | Deutsche Demokratische Republik Rumänien      | Tamás Darnyi                                  | Ungarn                                        |
| 1988 | Kristin Otto* Krisztina Egerszegi**           | Deutsche Demokratische Republik Ungarn        | Tamás Darnyi                                  | Ungarn                                        |
| 1989 | Anke Möhring* Krisztina Egerszegi**           | Deutsche Demokratische Republik Ungarn        | Giorgio Lamberti                              | Italien                                       |
| 1990 | Krisztina Egerszegi                           | Ungarn                                        | Adrian Moorhouse                              | Vereinigtes Königreich                        |
| 1991 | Krisztina Egerszegi                           | Ungarn                                        | Tamás Darnyi                                  | Ungarn                                        |
| 1992 | Krisztina Egerszegi                           | Ungarn                                        | Jewgeni Sadowy                                | Russland                                      |
| 1993 | Franziska van Almsick                         | Deutschland                                   | Károly Güttler                                | Ungarn                                        |
| 1994 | Franziska van Almsick                         | Deutschland                                   | Alexander Popow                               | Russland                                      |
| 1995 | Krisztina Egerszegi                           | Ungarn                                        | Denis Pankratow                               | Russland                                      |
| 1996 | Michelle Smith                                | Irland                                        | Denis Pankratow                               | Russland                                      |
| 1997 | Ágnes Kovács                                  | Ungarn                                        | Emiliano Brembilla                            | Italien                                       |
| 1998 | Ágnes Kovács                                  | Ungarn                                        | Denys Sylantjew                               | Ukraine                                       |
| 1999 | Inge de Bruijn                                | Niederlande                                   | Pieter van den Hoogenband                     | Niederlande                                   |
| 2000 | Inge de Bruijn                                | Niederlande                                   | Pieter van den Hoogenband                     | Niederlande                                   |
| 2001 | Inge de Bruijn                                | Niederlande                                   | Roman Sludnow                                 | Russland                                      |
| 2002 | Franziska van Almsick                         | Deutschland                                   | Pieter van den Hoogenband                     | Niederlande                                   |
| 2003 | Hannah Stockbauer                             | Deutschland                                   | Alexander Popow                               | Russland                                      |
| 2004 | Jana Klotschkowa                              | Ukraine                                       | Pieter van den Hoogenband                     | Niederlande                                   |
| 2005 | Otylia Jędrzejczak                            | Polen                                         | László Cseh                                   | Ungarn                                        |
| 2006 | Laure Manaudou                                | Frankreich                                    | László Cseh                                   | Ungarn                                        |
| 2007 | Laure Manaudou                                | Frankreich                                    | Mateusz Sawrymowicz                           | Polen                                         |
| 2008 | Rebecca Adlington                             | Vereinigtes Königreich                        | Alain Bernard                                 | Frankreich                                    |
| 2009 | Federica Pellegrini                           | Italien                                       | Paul Biedermann                               | Deutschland                                   |
| 2010 | Federica Pellegrini                           | Italien                                       | Camille Lacourt                               | Frankreich                                    |
| 2011 | Federica Pellegrini                           | Italien                                       | Alexander Dale Oen                            | Norwegen                                      |
| 2012 | Ranomi Kromowidjojo                           | Niederlande                                   | Yannick Agnel                                 | Frankreich                                    |
| 2013 | Katinka Hosszú                                | Ungarn                                        | Dániel Gyurta                                 | Ungarn                                        |
| 2014 | Katinka Hosszú                                | Ungarn                                        | Adam Peaty                                    | Vereinigtes Königreich                        |
| 2015 | Sarah Sjöström                                | Schweden                                      | Adam Peaty                                    | Vereinigtes Königreich                        |
| 2016 | Katinka Hosszú                                | Ungarn                                        | Adam Peaty                                    | Vereinigtes Königreich                        |
| 2017 | Sarah Sjöström                                | Schweden                                      | Adam Peaty                                    | Vereinigtes Königreich                        |
| 2018 | Sarah Sjöström                                | Schweden                                      | Adam Peaty                                    | Vereinigtes Königreich                        |
| 2019 | Katinka Hosszú                                | Ungarn                                        | Adam Peaty                                    | Vereinigtes Königreich                        |
| 2020 | Aufgrund der COVID-19-Pandemie nicht vergeben | Aufgrund der COVID-19-Pandemie nicht vergeben | Aufgrund der COVID-19-Pandemie nicht vergeben | Aufgrund der COVID-19-Pandemie nicht vergeben |
| 2021 | Sarah Sjöström                                | Schweden                                      | Jewgeni Rylow                                 | Russland                                      |
| 2022 | Sarah Sjöström                                | Schweden                                      | David Popovici                                | Rumänien                                      |
| 2023 | Sarah Sjöström                                | Schweden                                      | Léon Marchand                                 | Frankreich                                    |

* Alle Schwimmerinnen der DDR wurden wegen Dopings aus der Liste gestrichen.

** Nachträglich neu vergebene Auszeichnung.

## Pazifischer Schwimmer des Jahres
| Jahr | weiblich                                      | Nationalität                                  | männlich                                      | Nationalität                                  |
| ---- | --------------------------------------------- | --------------------------------------------- | --------------------------------------------- | --------------------------------------------- |
| 1995 | Susie O’Neill                                 | Australien                                    | Scott Miller                                  | Australien                                    |
| 1996 | Le Jingyi                                     | Volksrepublik China                           | Danyon Loader                                 | Neuseeland                                    |
| 1997 | Samantha Riley                                | Australien                                    | Michael Klim                                  | Australien                                    |
| 1998 | Susie O’Neill                                 | Australien                                    | Ian Thorpe                                    | Australien                                    |
| 1999 | Susie O’Neill                                 | Australien                                    | Ian Thorpe                                    | Australien                                    |
| 2000 | Susie O’Neill                                 | Australien                                    | Ian Thorpe                                    | Australien                                    |
| 2001 | Petria Thomas                                 | Australien                                    | Ian Thorpe                                    | Australien                                    |
| 2002 | Petria Thomas                                 | Australien                                    | Ian Thorpe                                    | Australien                                    |
| 2003 | Leisel Jones                                  | Australien                                    | Kōsuke Kitajima                               | Japan                                         |
| 2004 | Jodie Henry                                   | Australien                                    | Ian Thorpe                                    | Australien                                    |
| 2005 | Leisel Jones                                  | Australien                                    | Grant Hackett                                 | Australien                                    |
| 2006 | Leisel Jones                                  | Australien                                    | Tae-Hwan Park                                 | Südkorea                                      |
| 2007 | Lisbeth Trickett                              | Australien                                    | Kōsuke Kitajima                               | Japan                                         |
| 2008 | Stephanie Rice                                | Australien                                    | Kōsuke Kitajima                               | Japan                                         |
| 2009 | Jessicah Schipper                             | Australien                                    | Zhang Lin                                     | Volksrepublik China                           |
| 2010 | Alicia Coutts                                 | Australien                                    | Kōsuke Kitajima                               | Japan                                         |
| 2011 | Ye Shiwen                                     | Volksrepublik China                           | Sun Yang                                      | Volksrepublik China                           |
| 2012 | Ye Shiwen                                     | Volksrepublik China                           | Sun Yang                                      | Volksrepublik China                           |
| 2013 | Cate Campbell                                 | Australien                                    | Sun Yang                                      | Volksrepublik China                           |
| 2014 | Cate Campbell                                 | Australien                                    | Kōsuke Kitajima                               | Japan                                         |
| 2015 | Emily Seebohm                                 | Australien                                    | Mitch Larkin                                  | Australien                                    |
| 2016 | Rie Kanetō                                    | Japan                                         | Kōsuke Hagino                                 | Japan                                         |
| 2017 | Emily Seebohm                                 | Australien                                    | Sun Yang                                      | Volksrepublik China                           |
| 2018 | Cate Campbell                                 | Australien                                    | Sun Yang                                      | Volksrepublik China                           |
| 2019 | Ariarne Titmus                                | Australien                                    | Daiya Seto                                    | Japan                                         |
| 2020 | Aufgrund der COVID-19-Pandemie nicht vergeben | Aufgrund der COVID-19-Pandemie nicht vergeben | Aufgrund der COVID-19-Pandemie nicht vergeben | Aufgrund der COVID-19-Pandemie nicht vergeben |
| 2021 | Emma McKeon                                   | Australien                                    | Zac Stubblety-Cook                            | Australien                                    |
| 2022 | Ariarne Titmus                                | Australien                                    | Zac Stubblety-Cook                            | Australien                                    |
| 2023 | Kaylee McKeown                                | Australien                                    | Qin Haiyang                                   | Volksrepublik China                           |

## Afrikanischer Schwimmer des Jahres
| Jahr | weiblich                                      | Nationalität                                  | männlich                                      | Nationalität                                  |
| ---- | --------------------------------------------- | --------------------------------------------- | --------------------------------------------- | --------------------------------------------- |
| 2004 | Kirsty Coventry                               | Simbabwe                                      | Roland Schoeman                               | Südafrika                                     |
| 2005 | Kirsty Coventry                               | Simbabwe                                      | Roland Schoeman                               | Südafrika                                     |
| 2006 | Suzaan van Biljon                             | Südafrika                                     | Roland Schoeman                               | Südafrika                                     |
| 2007 | Kirsty Coventry                               | Simbabwe                                      | Roland Schoeman                               | Südafrika                                     |
| 2008 | Kirsty Coventry                               | Simbabwe                                      | Oussama Mellouli                              | Tunesien                                      |
| 2009 | Kirsty Coventry                               | Simbabwe                                      | Oussama Mellouli                              | Tunesien                                      |
| 2009 | Kirsty Coventry                               | Simbabwe                                      | Cameron van der Burgh                         | Südafrika                                     |
| 2010 | Mandy Loots                                   | Südafrika                                     | Cameron van der Burgh                         | Südafrika                                     |
| 2011 | Kirsty Coventry                               | Simbabwe                                      | Cameron van der Burgh                         | Südafrika                                     |
| 2012 | Kirsty Coventry                               | Simbabwe                                      | Chad le Clos                                  | Südafrika                                     |
| 2013 | Karin Prinsloo                                | Südafrika                                     | Chad le Clos                                  | Südafrika                                     |
| 2014 | Karin Prinsloo                                | Südafrika                                     | Chad le Clos                                  | Südafrika                                     |
| 2015 | Kirsty Coventry                               | Simbabwe                                      | Chad le Clos                                  | Südafrika                                     |
| 2016 | Kirsty Coventry                               | Simbabwe                                      | Chad le Clos                                  | Südafrika                                     |
| 2017 | Farida Osman                                  | Ägypten                                       | Chad le Clos                                  | Südafrika                                     |
| 2018 | Tatjana Schoenmaker                           | Südafrika                                     | Chad le Clos                                  | Südafrika                                     |
| 2019 | Tatjana Schoenmaker                           | Südafrika                                     | Chad le Clos                                  | Südafrika                                     |
| 2020 | Aufgrund der COVID-19-Pandemie nicht vergeben | Aufgrund der COVID-19-Pandemie nicht vergeben | Aufgrund der COVID-19-Pandemie nicht vergeben | Aufgrund der COVID-19-Pandemie nicht vergeben |
| 2021 | Tatjana Schoenmaker                           | Südafrika                                     | Ahmed Hafnaoui                                | Tunesien                                      |
| 2022 | Lara van Niekerk                              | Südafrika                                     | Pieter Coetze                                 | Südafrika                                     |
| 2023 | Tatjana Schoenmaker                           | Südafrika                                     | Ahmed Hafnaoui                                | Tunesien                                      |

## Freiwasserschwimmer des Jahres
| Jahr | weiblich                                      | Nationalität                                  | männlich                                      | Nationalität                                  |
| ---- | --------------------------------------------- | --------------------------------------------- | --------------------------------------------- | --------------------------------------------- |
| 2005 | Edith van Dijk                                | Niederlande                                   | Thomas Lurz                                   | Deutschland                                   |
| 2005 | Edith van Dijk                                | Niederlande                                   | Chip Peterson                                 | Vereinigte Staaten                            |
| 2006 | Larissa Iltschenko                            | Russland                                      | Thomas Lurz                                   | Deutschland                                   |
| 2007 | Larissa Iltschenko                            | Russland                                      | Wladimir Djattschin                           | Russland                                      |
| 2008 | Larissa Iltschenko                            | Russland                                      | Maarten van der Weijden                       | Niederlande                                   |
| 2009 | Keri-Anne Payne                               | Vereinigtes Königreich                        | Thomas Lurz                                   | Deutschland                                   |
| 2010 | Martina Grimaldi                              | Italien                                       | Valerio Cleri                                 | Italien                                       |
| 2011 | Keri-Anne Payne                               | Vereinigtes Königreich                        | Thomas Lurz                                   | Deutschland                                   |
| 2011 | Keri-Anne Payne                               | Vereinigtes Königreich                        | Spyros Gianniotis                             | Griechenland                                  |
| 2012 | Éva Risztov                                   | Ungarn                                        | Oussama Mellouli                              | Tunesien                                      |
| 2013 | Poliana Okimoto                               | Brasilien                                     | Thomas Lurz                                   | Deutschland                                   |
| 2014 | Sharon van Rouwendaal                         | Niederlande                                   | Andrew Gemmell                                | Vereinigte Staaten                            |
| 2015 | Aurélie Muller                                | Frankreich                                    | Jordan Wilimovsky                             | Vereinigte Staaten                            |
| 2016 | Sharon van Rouwendaal                         | Niederlande                                   | Ferry Weertman                                | Niederlande                                   |
| 2017 | Aurélie Muller                                | Frankreich                                    | Ferry Weertman                                | Niederlande                                   |
| 2018 | Sharon van Rouwendaal                         | Niederlande                                   | Kristóf Rasovszky                             | Ungarn                                        |
| 2019 | Ana Marcela Cunha                             | Brasilien                                     | Florian Wellbrock                             | Deutschland                                   |
| 2020 | Aufgrund der COVID-19-Pandemie nicht vergeben | Aufgrund der COVID-19-Pandemie nicht vergeben | Aufgrund der COVID-19-Pandemie nicht vergeben | Aufgrund der COVID-19-Pandemie nicht vergeben |
| 2021 | Ana Marcela Cunha                             | Brasilien                                     | Florian Wellbrock                             | Deutschland                                   |
| 2022 | Ana Marcela Cunha                             | Brasilien                                     | Gregorio Paltrinieri                          | Italien                                       |
| 2023 | Leonie Beck                                   | Deutschland                                   | Florian Wellbrock                             | Deutschland                                   |

## Synchronschwimmer des Jahres
| Jahr | weiblich                                      | Nationalität                                  |
| ---- | --------------------------------------------- | --------------------------------------------- |
| 2011 | Natalja Ischtschenko                          | Russland                                      |
| 2012 | Natalja Ischtschenko                          | Russland                                      |
| 2013 | Swetlana Romaschina                           | Russland                                      |
| 2014 | Sun Wenyan                                    | Volksrepublik China                           |
| 2015 | Swetlana Romaschina                           | Russland                                      |
| 2016 | Swetlana Romaschina                           | Russland                                      |
| 2016 | Natalja Ischtschenko                          | Russland                                      |
| 2017 | Swetlana Kolesnitschenko                      | Russland                                      |
| 2018 | Swetlana Kolesnitschenko                      | Russland                                      |
| 2019 | Swetlana Romaschina                           | Russland                                      |
| 2019 | Swetlana Kolesnitschenko                      | Russland                                      |
| 2020 | Aufgrund der COVID-19-Pandemie nicht vergeben | Aufgrund der COVID-19-Pandemie nicht vergeben |
| 2021 | Swetlana Romaschina                           | Russland                                      |
| 2021 | Swetlana Kolesnitschenko                      | Russland                                      |
| 2022 | nicht vergeben                                | nicht vergeben                                |
| 2023 | Yukiko Inui                                   | Japan                                         |

## Wasserballspieler des Jahres
| Jahr | weiblich                                      | Nationalität                                  | männlich                                      | Nationalität                                  |
| ---- | --------------------------------------------- | --------------------------------------------- | --------------------------------------------- | --------------------------------------------- |
| 2011 | Krystina Alogbo                               | Kanada                                        | Stefano Tempesti                              | Italien                                       |
| 2012 | Maggie Steffens                               | Vereinigte Staaten                            | Maro Joković                                  | Kroatien                                      |
| 2013 | Jennifer Pareja                               | Spanien                                       | Viktor Nagy                                   | Ungarn                                        |
| 2014 | Ashleigh Johnson                              | Vereinigte Staaten                            | Stefan Živojinović                            | Serbien                                       |
| 2015 | Ashleigh Johnson                              | Vereinigte Staaten                            | Duško Pijetlović                              | Serbien                                       |
| 2016 | Ashleigh Johnson                              | Vereinigte Staaten                            | Filip Filipović                               | Serbien                                       |
| 2017 | Maggie Steffens                               | Vereinigte Staaten                            | Márton Vámos                                  | Ungarn                                        |
| 2018 | Sabrina van der Sloot                         | Niederlande                                   | Aleksandar Ivović                             | Montenegro                                    |
| 2019 | Ashleigh Johnson                              | Vereinigte Staaten                            | Francesco Di Fulvio                           | Italien                                       |
| 2020 | Aufgrund der COVID-19-Pandemie nicht vergeben | Aufgrund der COVID-19-Pandemie nicht vergeben | Aufgrund der COVID-19-Pandemie nicht vergeben | Aufgrund der COVID-19-Pandemie nicht vergeben |
| 2021 | Maddie Musselman                              | Vereinigte Staaten                            | Filip Filipović                               | Serbien                                       |
| 2022 | nicht vergeben                                | nicht vergeben                                | nicht vergeben                                | nicht vergeben                                |
| 2023 | Judith Forca                                  | Spanien                                       | Gergő Zalánki                                 | Ungarn                                        |

## Wasserspringer des Jahres
| Jahr | weiblich                                      | Nationalität                                  | männlich                                      | Nationalität                                  |
| ---- | --------------------------------------------- | --------------------------------------------- | --------------------------------------------- | --------------------------------------------- |
| 2011 | Chen Ruolin                                   | Volksrepublik China                           | Qiu Bo                                        | Volksrepublik China                           |
| 2012 | Chen Ruolin                                   | Volksrepublik China                           | Ilja Sacharow                                 | Russland                                      |
| 2013 | He Zi                                         | Volksrepublik China                           | He Chong                                      | Volksrepublik China                           |
| 2014 | Liu Huixia                                    | Volksrepublik China                           | He Chong                                      | Volksrepublik China                           |
| 2015 | Shi Tingmao                                   | Volksrepublik China                           | Qiu Bo                                        | Volksrepublik China                           |
| 2016 | Shi Tingmao                                   | Volksrepublik China                           | Chen Aisen                                    | Volksrepublik China                           |
| 2017 | Shi Tingmao                                   | Volksrepublik China                           | Ilja Sacharow                                 | Russland                                      |
| 2018 | Ren Qian                                      | Volksrepublik China                           | Yang Jian                                     | Volksrepublik China                           |
| 2019 | Shi Tingmao                                   | Volksrepublik China                           | Xie Siyi                                      | Volksrepublik China                           |
| 2020 | Aufgrund der COVID-19-Pandemie nicht vergeben | Aufgrund der COVID-19-Pandemie nicht vergeben | Aufgrund der COVID-19-Pandemie nicht vergeben | Aufgrund der COVID-19-Pandemie nicht vergeben |
| 2021 | Shi Tingmao                                   | Volksrepublik China                           | Xie Siyi                                      | Volksrepublik China                           |
| 2022 | nicht vergeben                                | nicht vergeben                                | nicht vergeben                                | nicht vergeben                                |
| 2023 | Chen Yuxi                                     | Volksrepublik China                           | Wang Zongyuan                                 | Volksrepublik China                           |

## Schwimmer des Jahres (Handikap)
| Jahr | weiblich                                      | Nationalität                                  | männlich                                      | Nationalität                                  |
| ---- | --------------------------------------------- | --------------------------------------------- | --------------------------------------------- | --------------------------------------------- |
| 2003 | Danielle Watts                                | Vereinigtes Königreich                        | Sjarhej Punko                                 | Belarus                                       |
| 2004 | nicht verliehen                               |                                               | nicht verliehen                               |                                               |
| 2005 | Erin Popovich                                 | Vereinigte Staaten                            | Benoît Huot                                   | Kanada                                        |
| 2006 | Jessica Long                                  | Vereinigte Staaten                            | Wang Xiaofu                                   | Volksrepublik China                           |
| 2007 | Valérie Grand’Maison                          | Kanada                                        | Matthew Cowdrey                               | Australien                                    |
| 2008 | Natalie du Toit                               | Südafrika                                     | Matthew Cowdrey                               | Australien                                    |
| 2009 | Mallory Weggemann                             | Vereinigte Staaten                            | Daniel Dias                                   | Brasilien                                     |
| 2010 | Mallory Weggemann                             | Vereinigte Staaten                            | Daniel Dias                                   | Brasilien                                     |
| 2011 | Jessica Long                                  | Vereinigte Staaten                            | Daniel Dias                                   | Brasilien                                     |
| 2012 | Jacqueline Freney                             | Australien                                    | Matthew Cowdrey                               | Australien                                    |
| 2013 | Sophie Pascoe                                 | Neuseeland                                    | Daniel Dias                                   | Brasilien                                     |
| 2014 | Ingrid Thunem                                 | Norwegen                                      | Ian Silverman                                 | Vereinigte Staaten                            |
| 2015 | Rebecca Meyers                                | Vereinigte Staaten                            | Ihar Boki                                     | Belarus                                       |
| 2016 | Aurelie Rivard                                | Kanada                                        | Daniel Dias                                   | Brasilien                                     |
| 2017 | Sophie Pascoe                                 | Neuseeland                                    | Vincenzo Boni                                 | Italien                                       |
| 2018 | Carlotta Gilli                                | Italien                                       | Ihar Boki                                     | Belarus                                       |
| 2019 | Sophie Pascoe                                 | Neuseeland                                    | Reece Dunn                                    | Vereinigtes Königreich                        |
| 2020 | Aufgrund der COVID-19-Pandemie nicht vergeben | Aufgrund der COVID-19-Pandemie nicht vergeben | Aufgrund der COVID-19-Pandemie nicht vergeben | Aufgrund der COVID-19-Pandemie nicht vergeben |
| 2021 | Jessica Long                                  | Vereinigte Staaten                            | Maksym Krypak                                 | Ukraine                                       |
| 2022 | nicht vergeben                                | nicht vergeben                                | nicht vergeben                                | nicht vergeben                                |
| 2023 | Carlotta Gilli                                | Italien                                       | Andrii Trusov                                 | Ukraine                                       |